# Phổ Mössbauer
Phổ Mossbauer, hay còn gọi là phương pháp phổ Mossbauer, là một phương pháp của vật lý thực nghiệm, phương pháp này dựa trên hiệu ứng Mossbauer để nghiên cứu tính chất vật lý và hoá học và sự phụ thuộc vào thời gian của các tính chất của các vật liệu.
Hạt nhân của nguyên tử có thể ở các trạng thái với mức năng lượng khác nhau. Bằng việc hấp thụ hay phát xạ tia {\displaystyle \gamma } (sóng điện từ có năng lượng rất cao) hạt nhân có thể thay đổi các trạng thái năng lượng đó. Vì hạt nhân trong vật liệu có các tương tác điện từ với môi trường xung quanh nên sự dịch chuyển các mức năng lượng liên quan chặt chẽ đến tương tác với môi trường. Do đó, nếu ta đo được dịch chuyển năng lượng, ta có thể biết thông tin hóa, lý của vật liệu. Tuy nhiên có hai khó khăn trong việc xác định các thông tin đó là tương tác siêu tinh tế (Anh ngữ: hyperfine) giữa hạt nhân với môi trường xung quanh rất nhỏ và sự giật lùi của hạt nhân khi hấp thụ hoặc phát xạ tia {\displaystyle \gamma }.
Hãy xem xét một hạt nhân tự do, khi hấp thụ hoặc phát xạ tia {\displaystyle \gamma }, hạt nhân này sẽ bị giật lùi để bảo toàn mô men động lượng, điều này giống như khi ta bắn một viên đạn, khẩu súng sẽ bị giật về phía sau, khẩu súng càng lớn thì sự giật lùi càng nhỏ và ngược lại. Mossbauer đã khám phá ra rằng, nếu hạt nhân ở trong chất rắn thì khối lượng hiệu dụng của nó rất lớn. Nếu năng lượng tia {\displaystyle \gamma } đủ nhỏ thì sự giật lùi của hạt nhân sẽ thấp bằng năng lượng để tạo ra các dao động mạng trong chất rắn (tiếng Anh: phonon), và do đó, toàn bộ hệ sẽ bị giật lùi, điều này làm cho năng lượng giật gần như bằng không và hạt nhân trong chất rắn sẽ hấp thụ và phát xạ tia {\displaystyle \gamma } có năng lượng bằng nhau, ta có cộng hưởng. Trong hiệu ứng Mossbauer, nguồn phát tia {\displaystyle \gamma } là một nguồn phóng xạ, thường dùng là đồng vị Fe57 hoặc Co57. Nguồn này chuyển động tương đối với mẫu nghiên cứu, và do đó, năng lượng của tia {\displaystyle \gamma } sẽ bị thay đổi chút ít khi tốc độ nguồn thay đổi nhờ vào hiệu ứng Doppler.
Tập tin:Mossbauer.gif
Sơ đồ tách mức năng lượng hạt nhân do các tương tác siêu tinh tế khác nhau và phổ Mossbauer tương ứng
Nếu hạt nhân phát xạ tia {\displaystyle \gamma } ở nguồn phát và hạt nhân hấp thụ tia {\displaystyle \gamma } ở mẫu là đồng nhất (ví dụ cùng là Fe chẳng hạn) thì dịch chuyển năng lượng là đồng nhất và ta được một phổ hấp thụ như cột đồ thị thứ nhất trong hình với đỉnh cực đại tại vận tốc nguồn bằng 0. Câu hỏi là hiệu ứng này có thể đo được tương tác cực kỳ nhỏ bé giữa hạt nhân nguyên tử với môi trường hay không? Độ phân giải của hiệu ứng phụ thuộc vào sự mở rộng do việc hạt nhân hấp thụ tia {\displaystyle \gamma } nhảy lên trạng thái kích thích rồi ở đó một khoảng thời gian (gọi là khoảng thời gian sống trung bình) trước khi trở về trạng thái ban đầu kèm với việc phát xạ tia {\displaystyle \gamma }. Đối với Fe57, độ rộng vạch là 5×10−9 eV so với 14.4 keV của chùm tia {\displaystyle \gamma } tương ứng với chiều dày của một tờ giấy so với khoảng cách từ Trái Đất đến Mặt Trời. Chính vì độ nhạy rất cao như thế mà hiệu ứng có thể thu được tương tác siêu tinh tế trong vật liệu.
Khi nghiên cứu một vật liệu nào đó ta cần phải điều chỉnh năng lượng của chùm tia {\displaystyle \gamma } đến sao cho có cộng hưởng xảy ra, người ta điều chỉnh năng lượng bằng cách cho nguồn phát tia {\displaystyle \gamma } chuyển động lại gần hoặc ra xa mẫu nghiên cứu với tốc độ vài mm/s. Năng lượng của chuyển động của nguồn phát cỡ mm/s là rất nhỏ so với vận tốc chuyển động của tia {\displaystyle \gamma } gần 3×1011 mm/s (vận tốc ánh sáng) chính là độ biến đổi cần thiết để thu được tương tác siêu tinh tế trong mẫu nghiên cứu. Khi hạt nhân của mẫu hấp thụ tia {\displaystyle \gamma } thì trạng thái năng lượng của nó bị thay đổi và sự thay đổi đó xảy ra theo ba cách khác nhau: dịch chuyển Isomer, tách mức tứ cực, và tách mức từ.
- Dịch chuyển Isomer (còn gọi là dịch chuyển hóa học) xuất hiện do hạt nhân có một thể tích khác không, do đó, hàm sóng của điện tử khác không tại vị trí của hạt nhân làm xuất hiện một tương tác Coulomb giữa điện tử và hạt nhân làm thay đổi trạng thái hạt nhân. Đối với Fe chẳng hạn, nếu có nhiều điện tử d (lớp điện tử nằm bên trong hạt nhân) sẽ chắn hạt nhân với điện tử s (lớp điện tử nằm bên ngoài) làm cho tương tác hạt nhân – điện tử s bị yếu đi và các điện tử s sẽ trải rộng ra khỏi hạt nhân và hệ quả là mật độ điện tích của điện tử s bị giảm đi. Nếu môi trường điện tử s của hạt nhân phát xạ và hạt nhân hấp thụ khác nhau thì sẽ gây ra một sai khác về mức năng lượng cộng hưởng. Và ta sẽ thấy toàn bộ phổ bị dịch về phía trái hoặc phải so với điểm 0 (cột thứ hai trong hình). Dịch chuyển Isomer dùng để xác định các trạng thái hóa trị, các trạng thái liên kết, sự chắn của điện tử và độ âm điện. Ví dụ cấu hình điện tử của Fe+2 và Fe+3 tương ứng là (3d)6 và (3d)5 thì mật độ điện tử s của Fe+2 sẽ nhỏ hơn mật độ điện tử s của Fe+3 và do đó dịch chuyển Isomer của Fe+2 sẽ lớn hơn của Fe+3.
- Tách mức tứ cực xuất hiện do phân bố điện tích xung quanh hạt nhân (có mô men xung lượng > 1/2) không phải là hình cầu. Sự phân bố điện tích không đối xứng đó tạo ra một điện trường không đối xứng (gradient điện trường) làm tách mức năng lượng của hạt nhân. Với đồng vị Fe57, trạng thái kích thích bị tách thành hai trạng thái {\displaystyle \pm }1/2 và {\displaystyle \pm }3/2 là xuất hiện hai vạch trong phổ Mossbauer (cột thứ ba).
- Tách mức từ xuất hiện do hạt nhân có một mô men từ spin. Khi có mặt của từ trường sẽ xuất hiện một tương tác Zeeman giữa mô men từ hạt nhân với từ trường. Các điện tử có mô men từ do chuyển động của chúng trên quỹ đạo xung quanh hạt nhân gọi là mô men từ quỹ đạo, và chuyển động xung quanh mình chúng gọi là mô men từ spin. Nếu các lớp điện tử không bị lấp đầy hoàn toàn thì các mô men từ quỹ đạo, mô men từ spin và sự phân cực của mật độ spin tạo ra các từ trường nội tác dụng lên hạt nhân. Nếu tác dụng một từ trường ngoài thì đó là từ trường ngoại tác dụng lên hạt nhân. Tất cả các từ trường đó hợp lại làm xuất hiện sáu vạch phổ (cột cuối cùng trong hình). Vị trí của các vạch có liên quan đến độ lớn của các mức năng lượng nhưng cường độ của các vạch thì liên quan đến góc giữa tia {\displaystyle \gamma } và mô men spin hạt nhân. Giá trị tương đối của các vạch ngoài cùng – giữa – trong cùng là 3 – {\displaystyle (4\sin 2q)/(1+\cos 2q)} – 1. Tức là tỷ lệ giữa vạch trong cùng và ngoài cùng luôn bằng 1/3, nhưng vạch giữa có thể có các giá trị từ 0 đến 4 phụ thuộc vào q là góc giữa mô men spin của hạt nhân và chùm tia {\displaystyle \gamma }. Đối với mẫu đa tinh thể vạch giữa có cường độ trung bình bằng 2 nhưng đối với mẫu đơn tinh thể hoặc dưới tác dụng của từ trường ngoài thì cường độ của các vạch này có thể cho các thông tin về hướng và độ trật tự từ.

Các tương tác Isomer, từ cực, từ và tổ hợp của chúng là các thông tin quan trọng của phổ Mossbauer.